# José Monteiro de Castro
José Monteiro de Castro (Sabará, 28 de junho de 1909 — Belo Horizonte, 29 de junho de 1994) foi um advogado e político brasileiro.
Foi ministro chefe do Gabinete Civil da Presidência da República no governo Café Filho, de 24 de agosto de 1954 a 11 de novembro de 1955. Foi casado com Maria de Lourdes Drummond Monteiro de Castro, neta de Silviano Brandão, fundador da cidade de Belo Horizonte. Teve 6 filhos.
Foi o deputado mais votado pela UDN de Minas Gerais para a Assembleia Constituinte de 1946  além de eleito deputado federal nas legislaturas de (1959-1963, pela UDN e 1963-1967, pela Arena).
Já tinha sido secretário particular do ex-secretário da educação, Cristiano Machado, de quem era primo, entre 1936 e 1939. Entre 1949 e 1951, fora secretário-geral da UDN. Ocupou ainda o cargo de secretário de estado de Minas da Fazenda  e da Justiça. Ocupou cargos no Banco Estadual de Minas Gerais e em empresas, como a Fiat Motores, CEMIG e Furnas. Foi membro da comissão consultiva de administração pública.
Graduou-se pela Faculdade de Direito de Minas Gerais em 1932. Ainda estudante, participou de caravanas para convencer a população a favor do voto secreto, com o objetivo de impedir o "voto de cabresto", ao lado de Olavo Bilac Pinto, Fábio de Andrada, Newton de Paiva e Hugo Gouthier.
Tido como uma das últimas raposas da política mineira, pautou pela ética sua atuação na vida pública, e teve papel fundamental na articulação da aliança que elegeu Tancredo Neves no colégio eleitoral de 1984, devido a sua habilidade de diálogo e conciliação entre as mais diversas correntes e partidos.